# Йодлув (Нижньосілезьке воєводство)
Йодлув (пол. Jodłów, нім. Thanndorf) — село в Польщі, у гміні Мендзилесе Клодзького повіту Нижньосілезького воєводства.
Населення — 70 осіб (2011).
У 1975-1998 роках село належало до Валбжиського воєводства.

## Демографія
Демографічна структура станом на 31 березня 2011 року:
|          | Загалом | Допрацездатний вік | Працездатний вік | Постпрацездатний вік |
| -------- | ------- | ------------------ | ---------------- | -------------------- |
| Чоловіки | 33      | 7                  | 25               | 1                    |
| Жінки    | 37      | 3                  | 24               | 10                   |
| Разом    | 70      | 10                 | 49               | 11                   |